# Юрманово
Юрманово — деревня в Юргинском районе Кемеровской области России. Входит в состав Новоромановского сельского поселения.

## География
Деревня находится в северо-западной части области, к северу от реки Стрельная, на расстоянии примерно 26 километров (по прямой) к юго-востоку от районного центра города Юрга. Абсолютная высота — 166 метров над уровнем моря.
Часовой пояс
Деревня Юрманово, как и вся Кемеровская область, находится в часовой зоне МСК+4. Смещение применяемого времени относительно UTC составляет +7:00.

## История
Основано в 1730 году. В «Списке населенных мест Российской империи» 1868 года издания населённый пункт упомянут как заводская деревня Юрманова (Лешакова) Томского округа (2-го участка) при речке Межевке, расположенная в 125 верстах от окружного центра Томска. В деревне имелось 27 дворов и проживал 121 человек (52 мужчины и 69 женщин).
В 1911 году в деревне, входившей в состав Тарсминской волости Кузнецкого уезда, имелось 49 дворов и проживало 340 человек (164 мужчины и 176 женщин). Функционировала торговая лавка.
По данным 1926 года имелось 128 хозяйств и проживало 589 человек (в основном — русские). В административном отношении деревня входила в состав Белянинского сельсовета Юргинского района Томского округа Сибирского края.

## Население
| 2010 |
| ---- |
| 10   |

Половой состав
По данным Всероссийской переписи населения 2010 года в гендерной структуре населения мужчины составляли 40 %, женщины — соответственно 60 %.
Национальный состав
Согласно результатам переписи 2002 года, в национальной структуре населения русские составляли 92 % из 13 чел.

## Улицы
Уличная сеть деревни состоит из одной улицы (ул. Центральная).